# 1983-as Formula–1 nyugat-amerikai nagydíj
Az 1983-as Formula–1 világbajnokság második futamát Long Beachen március 27-én rendezték.

## Futam
| Helyezés | #  | Versenyző          | Csapat/Motor        | Körök | Idő/Kiesés oka     | Rajthely | Pontszám |
| -------- | -- | ------------------ | ------------------- | ----- | ------------------ | -------- | -------- |
| 1        | 7  | John Watson        | McLaren-Ford        | 75    | 1:53:34,889        | 22       | 9        |
| 2        | 8  | Niki Lauda         | McLaren-Ford        | 75    | + 27,993           | 23       | 6        |
| 3        | 28 | René Arnoux        | Ferrari             | 75    | + 1:13,638         | 2        | 4        |
| 4        | 2  | Jacques Laffite    | Williams-Ford       | 74    | + 1 kör            | 4        | 3        |
| 5        | 29 | Marc Surer         | Arrows-Ford         | 74    | + 1 kör            | 16       | 2        |
| 6        | 34 | Johnny Cecotto     | Theodore-Ford       | 74    | + 1 kör            | 17       | 1        |
| 7        | 26 | Raul Boesel        | Ligier-Ford         | 73    | + 2 kör            | 26       |          |
| 8        | 4  | Danny Sullivan     | Tyrrell-Ford        | 73    | + 2 kör            | 9        |          |
| 9        | 3  | Michele Alboreto   | Tyrrell-Ford        | 73    | + 2 kör            | 7        |          |
| 10       | 6  | Riccardo Patrese   | Brabham-BMW         | 72    | Elosztó            | 11       |          |
| 11       | 15 | Alain Prost        | Renault             | 72    | + 3 kör            | 8        |          |
| 12       | 12 | Nigel Mansell      | Lotus-Ford          | 72    | + 3 kör            | 13       |          |
| 13       | 16 | Eddie Cheever      | Renault             | 67    | Sebességváltó      | 15       |          |
| Kiesett  | 30 | Alan Jones         | Arrows-Ford         | 58    | Vezetői rosszullét | 12       |          |
| Kiesett  | 5  | Nelson Piquet      | Brabham-BMW         | 51    | Karburátor         | 20       |          |
| Kiesett  | 22 | Andrea de Cesaris  | Alfa Romeo          | 48    | Sebességváltó      | 19       |          |
| Kiesett  | 11 | Elio de Angelis    | Lotus-Renault       | 29    | Meghajtás          | 5        |          |
| Kiesett  | 33 | Roberto Guerrero   | Theodore-Ford       | 27    | Sebességváltó      | 18       |          |
| Kiesett  | 25 | Jean-Pierre Jarier | Ligier-Ford         | 26    | Ütközés            | 10       |          |
| Kiesett  | 36 | Bruno Giacomelli   | Toleman-Hart        | 26    | Akkumulátor        | 14       |          |
| Kiesett  | 23 | Mauro Baldi        | Alfa Romeo          | 26    | Kicsúszás          | 21       |          |
| Kiesett  | 27 | Patrick Tambay     | Ferrari             | 25    | Ütközés            | 1        |          |
| Kiesett  | 1  | Keke Rosberg       | Williams-Ford       | 25    | Ütközés            | 3        |          |
| Kiesett  | 17 | Eliseo Salazar     | RAM-Ford            | 25    | Sebességváltó      | 25       |          |
| Kiesett  | 35 | Derek Warwick      | Toleman-Hart        | 11    | Kicsúszás          | 6        |          |
| Kiesett  | 9  | Manfred Winkelhock | ATS (Formula–1)-BMW | 3     | Kicsúszás          | 24       |          |
| NK       | 31 | Corrado Fabi       | Osella-Ford         |       |                    |          |          |
| NK       | 32 | Piercarlo Ghinzani | Osella-Ford         |       |                    |          |          |

## A világbajnokság élmezőnyének állása a verseny után
| H  | Versenyzők      | Pont | H  | Konstruktőrök | Pont |
| -- | --------------- | ---- | -- | ------------- | ---- |
| 1. | Niki Lauda      | 10   | 1. | McLaren-Ford  | 19   |
| 2. | Nelson Piquet   | 9    | 2. | Brabham-BMW   | 9    |
| 3. | John Watson     | 9    | 3. | Williams-Ford | 6    |
| 4. | Jacques Laffite | 6    | 4. | Ferrari       | 6    |
| 5. | René Arnoux     | 4    | 5. | Arrows-Ford   | 3    |

## Statisztikák
Vezető helyen:
- Patrick Tambay: 25 (1-25)
- Jacques Laffite: 19 (26-44)
- John Watson: 31 (45-75)

John Watson 5. győzelme, Patrick Tambay 1. pole-pozíciója, Niki Lauda 18. leggyorsabb köre.
- McLaren 30. győzelme.